# Brian Wheat
Brian Wheat (5 de noviembre de 1963 en Sacramento, California) es un músico estadounidense, popular por ser el bajista de la banda de rock Tesla.

## Carrera
Formó la agrupación City Kidd en 1982 con su amigo, el guitarrista Frank Hannon. Luego de invitar a la banda a Tommy Skeoch, Jeff Keith y Troy Luccketta, la agrupación firmó con Geffen Records y cambió su nombre a Tesla.
Brian es dueño de un estudio de grabación llamado J Street Recorders en Sacramento, California. Bandas como Papa Roach, Tesla, Pat Travers, Deftones, Kodiak Jack y Flashfires han grabado discos en el estudio.

## Discografía con Tesla

### Estudio
- Mechanical Resonance (1986)
- The Great Radio Controversy (1989)
- Psychotic Supper (1991)
- Bust a Nut (1994)
- Into the Now (2004)
- Real to Reel (2007)
- Forever More (2008)
- Simplicity (2014)